# Перец (имя)
Пе́рец — еврейское личное имя. Исторически встречалось среди сефардов и евреев Прованса, уже в средневековье использовалось в Испании, южной и северной Франции. Среди ашкеназских евреев в Германии имя встречалось крайне редко, но в более позднее время распространилось в Восточной Европе. Самое раннее постбиблейское упоминание имени Перец — 1308 год (Вормс), в 1410 году зафиксировано в Моравии, в 1519 году в Кракове. Первое упоминание на русском языке — в 1540 году в западной Беларуси, в 1561 году в Луцке и в 1571 году в Бресте. Уменьшительные варианты на идише: Перцл, Перецл, Перчик.
Перец — персонаж Ветхого Завета (Танах) — сын Иуды и внук Иакова. В русском переводе Библии это имя традиционно передается как Фарес.